# Rajd Monte Carlo 1964

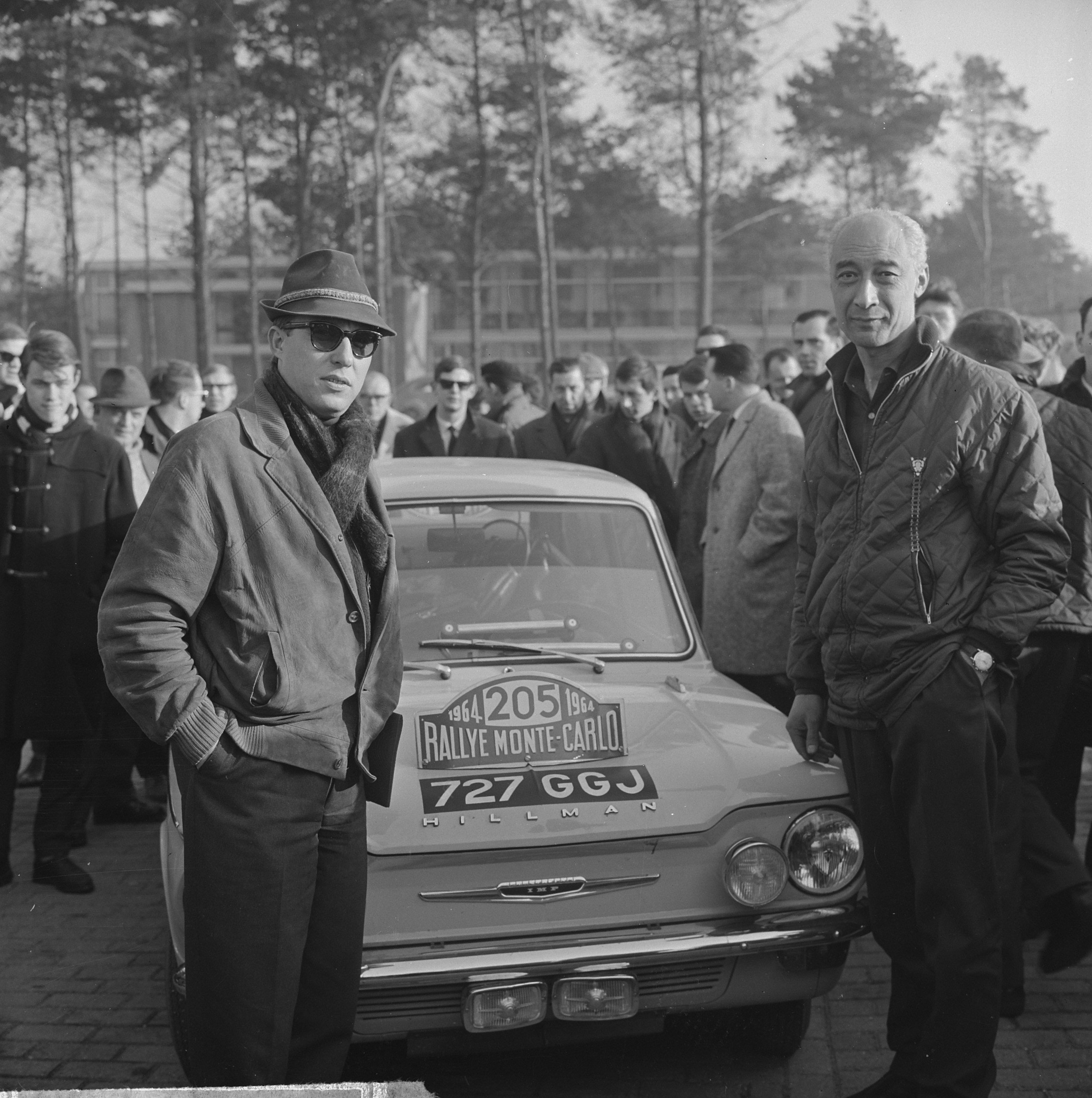
33. Rallye Automobile de Monte-Carlo

Rajd Monte Carlo 1964 (33. Rallye Automobile de Monte-Carlo) – rajd samochodowy rozgrywany w Monaco od 18 do 21 stycznia  1964 roku. Była to pierwsza runda Rajdowych Mistrzostw Europy w roku 1964. Rajd został rozegrany na asfalcie i śniegu.

## Wyniki końcowe rajdu[1][2][3]
| Msc. | Kierowca          | Pilot            | Samochód             | Punkty  |
| ---- | ----------------- | ---------------- | -------------------- | ------- |
| 1    | Paddy Hopkirk     | Henry Liddon     | Morris Cooper S      | 2536.27 |
| 2    | Bo Ljungfeldt     | Fergus Sager     | Ford Falcon Sprint   | 2566.71 |
| 3    | Erik Carlsson     | Gunnar Palm      | Saab 96              | 2573.77 |
| 4    | Timo Mäkinen      | Patrick Vanson   | Morris Cooper S      | 2593.86 |
| 5    | Pat Moss-Carlsson | Ursula Wirth     | Saab 96              | 2596.97 |
| 6    | Tom Trana         | Sune Lindström   | Volvo PV544          | 2609.74 |
| 7    | Rauno Aaltonen    | Tony Ambrose     | Morris Cooper S      | 2619.55 |
| 8    | Eugen Böhringer   | Klaus Kaiser     | Mercedes-Benz 300 SE | 2621.92 |
| 9    | Carl-Magnus Skogh | Lennart Berggren | Volvo PV544          | 2646.76 |
| 10   | Pauli Toivonen    | Anssi Järvi      | Volkswagen 1500 S    | 2685.21 |